# Bataille de Hoyerswerda
Guerre de Sept Ans
Batailles
- Minorque (navale) (1756)
- Pirna (1756)
- Lobositz (1756)
- Reichenberg (1757)
- Prague (1757)
- Kolin (1757)
- Hastenbeck (1757)
- Gross-Jägersdorf (1757)
- Moys (1757)
- Rochefort (1757)
- Rossbach (1757)
- Breslau (1757)
- Leuthen (1757)
- Carthagène (navale) (1758)
- Olomouc (1758)
- Saint-Malo (1758)
- Rheinberg (1758)
- Krefeld (1758)
- Domstadl (1758)
- Cherbourg (1758)
- Zorndorf (1758)
- Saint-Cast (1758)
- Tornow (1758)
- Lutzelberg (1758)
- Hochkirch (1758)
- Bergen (1759)
- Kay (1759)
- Minden (1759)
- Kunersdorf (1759)
- Neuwarp (navale) (1759)
- Hoyerswerda (1759)
- Baie de Quiberon (navale) (1759)
- Maxen (1759)
- Meissen (1759)
- Glatz (1760)
- Landshut (1760)
- Corbach (1760)
- Emsdorf (1760)
- Dresde (1760)
- Warburg (1760)
- Liegnitz (1760)
- Rhadern (1760)
- Berlin (1760)
- Kloster Kampen (1760)
- Torgau (1760)
- Belle-Île (1761)
- Langensalza (1761)
- Cassel (1761)
- Grünberg (1761)
- Villinghausen (1761)
- Ölper (1761)
- Kolberg (1761)
- Wilhelmsthal (1762)
- Burkersdorf (1762)
- Lutterberg (1762)
- Reichenbach (1762)
- Almeida (1762)
- Valencia de Alcántara (1762)
- Nauheim (1762)
- Vila Velha de Ródão (1762)
- Cassel (1762)
- Freiberg (1762)

- Jumonville Glen (1754)
- Fort Necessity (1754)
- Fort Beauséjour (1755)
- 8 juin 1755
- Monongahela (1755)
- Petitcoudiac (1755)
- Lac George (1755)
- Fort Bull (1756)
- Fort Oswego (1756)
- Kittanning (1756)
- En raquettes (1757)
- Pointe du Jour du Sabbat (1757)
- Fort William Henry (1757)
- German Flatts (1757)
- Lac Saint-Sacrement (1758)
- Louisbourg (1758)
- Le Cran (1758)
- Fort Carillon (1758)
- Fort Frontenac (1758)
- Fort Duquesne (1758)
- Fort Ligonier (1758)
- Québec (1759)
- Fort Niagara (1759)
- Beauport (1759)
- Plaines d'Abraham (1759)
- Sainte-Foy (1760)
- Neuville (1760)
- Ristigouche (navale) (1760)
- Mille-Îles (1760)
- Signal Hill (1762)

- Cap-Français (1757)
- Martinique (1759)
- Guadeloupe (1759)
- Dominique (1761)
- Martinique (1762)
- Cuba (1762)

- Chandernagor (1757)
- Plassey (1757)
- Gondelour (1758)
- Négapatam (navale) (1758)
- Condore (1758)
- Madras (1758)
- Pondichéry (navale) (1759)
- Masulipatam (1759)
- Chinsurah (1758)
- Wandiwash (1760)
- Pondichéry (1760-1761)
- Manille (1762)

- Saint-Louis (1758)
- Gorée (1758)
- Gambie

La bataille de Hoyerswerda est une bataille mineure de la guerre de Sept Ans, où l'armée prussienne commandée par le prince Henri de Prusse et l'armée autrichienne commandée par le général Wehla s'affrontèrent le 25 septembre 1759.

## Contexte
Le maréchal autrichien von Daun, à la tête de la principale armée impériale, venait de reconquérir une partie de la Saxe et de reprendre Dresde aux Prussiens. Il espérait prendre Görlitz et faire sa jonction avec l'armée russe du général Piotr Saltykov devant la ville de Glogau, en Silésie, en prenant en tenaille les deux armées prussiennes, celle de Frédéric II et celle de son frère, le prince Henri de Prusse.

## La bataille
Henri de Prusse, par une marche rapide et parfaitement dissimulée, déjoue la manœuvre de von Daun et arrive sur un corps autrichien de 3 000 hommes. Le général Wehla, pris par surprise, est battu et capturé avec 1 800 hommes.

## Conséquences
Cette défaite mineure conduit von Daun à battre précipitamment en retraite pour couvrir Dresde, renonçant à rejoindre les Russes. Ceux-ci, mécontents, abandonnent le siège de Glogau. Cet échec montre la fragilité de l'alliance entre Autrichiens et Russes. Après la calamiteuse défaite prussienne de la bataille de Kunersdorf au mois d'août, cette petite victoire associée à celle de Friedrich August von Finck à la bataille de Körbitz quatre jours plus tôt, redonne un peu de confiance à Frédéric II.